# Opaślik sosnowiec
Opaślik sosnowiec (Barbitistes constrictus) – gatunek owada z rzędu prostoskrzydłych (Orthoptera).
Od innych pasikonikowatych wyróżniają go bardzo silnie rozwinięte odnóża skoczne, silnie skrócone pokrywy oraz bardzo długie czułki, 3-krotnie dłuższe od ciała. Ubarwienie ciała jest zielone lub brunatne, długość ok. 3 cm. Jaja są składane pod ściółkę lub do gleby. Gdy pojawia się masowo, staje się groźnym szkodnikiem niszczącym drzewostan leśny, ponieważ jego larwy żerują początkowo na roślinach runa, a później na pąkach i igłach drzew iglastych, głównie sosen. Najczęściej można go spotkać w lasach sosnowych i świerkowych. Jest szeroko rozprzestrzeniony w środkowej i wschodniej Europie.
W Polsce występuje na obszarze całego kraju z wyjątkiem Sudetów Wschodnich i Beskidu Wschodniego. Masowe wystąpienia odnotowano m.in. w Puszczy Noteckiej, Borach Dolnośląskich i Puszczy Sandomierskiej.